# Nick Richards
Nicholas Richards, detto Nick (Kingston, 29 novembre 1997), è un cestista giamaicano, centro dei Phoenix Suns.

## Carriera

### High School
Nato e cresciuto a Kingston, in Giamaica, Richards ha giocato a calcio, a pallavolo e ha gareggiato nell'atletica leggera prima di essere scoperto da Andre Ricketts, uno scout di basket con sede a New York, nell'estate del 2013 durante un camp in Giamaica.  Ricketts lo portò negli Stati Uniti, dove Richards frequentò la St. Mary's High School di Manhasset, New York. Si è trasferito alla Patrick School di Hillside, nel New Jersey nel 2014.
È stato classificato come recluta a cinque stelle nella classe del 2017 (da ESPN) e impegnato presso l'Università del Kentucky nel novembre 2016. È stato il primo incaricato del Regno Unito nella classe del 2017 e ha scelto il Kentucky invece di Syracuse e Arizona. Richards ha giocato nel McDonald's All-American Boys Game del 2017, segnando due punti, ottenendo due rimbalzi e contando due stoppate in 14 minuti di azione. Partecipando al Jordan Brand Classic 2017, registrando dieci punti e tre tabelloni in 16 minuti di gioco. Richards è stato scelto per giocare per il World Select Team al Nike Hoop Summit 2017.

### College
Il 22 novembre 2017, Richards ha messo a referto un career-high di 25 punti e 15 rimbalzi, contribuendo alla vittoria 86-67 dei Wildcats contro IPFW. Ha avuto una media di 5,1 punti e 4,4 rimbalzi a partita come matricola, ma ha visto il suo tempo di gioco diminuire con il procedere della stagione. Richards ha registrato 3,9 punti e 3,3 rimbalzi a partita al secondo anno e ha guidato la squadra per stoppate a partita. Dopo la stagione si è reso eleggibile al Draft NBA 2019 ma ha deciso di tornare in Kentucky. L'8 novembre 2019, Richards ha segnato 21 punti e ha ottenuto 10 rimbalzi mentre il Kentucky batteva Eastern Kentucky 91-49. Il 4 gennaio 2020, ha messo a referto 21 punti, 12 rimbalzi e 4 stoppate, nella vittoria per 71-59 contro Missouri. Il 4 febbraio, Richards ha stabilito un nuovo record di carriera con 27 punti su una vittoria per 80-72 su Mississippi State. Al termine della stagione regolare, Richards è stato selezionato nel First Team All-SEC. Ha registrato una media di 14 punti, 7,8 rimbalzi e 2,1 stoppate a partita. Dopo la stagione, Richards ha dichiarato la sua eleggibilità per il Draft NBA 2020.

### NBA

#### Charlotte Hornets (2020-)
Il 18 novembre 2020, al Draft NBA 2020, viene scelto con la 42ª scelta dagli Charlotte Hornets.

## Statistiche

### NCAA
| Anno      | Squadra           | PG  | PT | MP   | TC%  | 3P% | TL%  | RP  | AP  | PRP | SP  | PP   |
| --------- | ----------------- | --- | -- | ---- | ---- | --- | ---- | --- | --- | --- | --- | ---- |
| 2017-2018 | Kentucky Wildcats | 37  | 37 | 14,7 | 61,6 | -   | 71,8 | 4,4 | 0,2 | 0,1 | 0,9 | 5,1  |
| 2018-2019 | Kentucky Wildcats | 37  | 3  | 12,1 | 59,8 | -   | 69,0 | 3,3 | 0,2 | 0,1 | 1,3 | 3,9  |
| 2019-2020 | Kentucky Wildcats | 31  | 30 | 29,6 | 64,2 | -   | 75,2 | 7,8 | 0,2 | 0,1 | 2,1 | 14,0 |
| Carriera  | Carriera          | 105 | 70 | 18,2 | 62,9 | -   | 72,8 | 5,0 | 0,2 | 0,1 | 1,4 | 7,3  |

#### Massimi in carriera
- Massimo di punti: 27 vs Mississippi State (4 febbraio 2020)[1]
- Massimo di rimbalzi: 19 vs Southern Illinois-Carbondale (9 novembre 2018)
- Massimo di assist: 2 (2 volte)
- Massimo di palle rubate: 2 vs Ohio State (21 dicembre 2019)
- Massimo di stoppate: 7 vs Lamar (24 novembre 2019)
- Massimo di minuti giocati: 39 vs Texas Tech (25 gennaio 2020)

### NBA

#### Regular Season
| Anno      | Squadra           | PG  | PT  | MP   | TC%  | 3P%  | TL%  | RP  | AP  | PRP | SP  | PP  |
| --------- | ----------------- | --- | --- | ---- | ---- | ---- | ---- | --- | --- | --- | --- | --- |
| 2020-2021 | Charlotte Hornets | 18  | 0   | 3,5  | 44,4 | 0,0  | 63,6 | 0,6 | 0,1 | 0,0 | 0,0 | 0,8 |
| 2021-2022 | Charlotte Hornets | 50  | 5   | 7,3  | 66,7 | -    | 69,8 | 1,7 | 0,3 | 0,2 | 0,4 | 3,0 |
| 2022-2023 | Charlotte Hornets | 65  | 9   | 18,7 | 62,9 | 100  | 74,9 | 6,4 | 0,6 | 0,2 | 1,1 | 8,2 |
| 2023-2024 | Charlotte Hornets | 67  | 51  | 26,3 | 69,1 | 0,0  | 73,7 | 8,0 | 0,8 | 0,4 | 1,1 | 9,7 |
| 2024-2025 | Charlotte Hornets | 21  | 9   | 21,0 | 56,1 | 0,0  | 67,8 | 7,5 | 1,3 | 0,3 | 1,2 | 8,9 |
| 2024-2025 | Phoenix Suns      | 36  | 34  | 22,7 | 60,5 | 0,0  | 82,2 | 8,6 | 0,6 | 0,2 | 0,8 | 9,5 |
| Carriera  | Carriera          | 257 | 108 | 18,1 | 64,0 | 20,0 | 73,8 | 5,9 | 0,6 | 0,2 | 0,9 | 7,3 |

#### Massimi in carriera
- Massimo di punti: 20 vs Atlanta Hawks (23 ottobre 2022)[2]
- Massimo di rimbalzi: 17 vs Indiana Pacers (20 marzo 2023)
- Massimo di assist: 4 vs Cleveland Cavaliers (12 marzo 2023)
- Massimo di palle rubate: 3 vs Sacramento Kings (5 novembre 2021)
- Massimo di stoppate: 5 (2 volte)
- Massimo di minuti giocati: 32 vs Cleveland Cavaliers (12 marzo 2023)

### G League
| Anno      | Squadra       | PG | PT | MP   | TC%  | 3P%  | TL%  | RP   | AP  | PRP | SP  | PP   |
| --------- | ------------- | -- | -- | ---- | ---- | ---- | ---- | ---- | --- | --- | --- | ---- |
| 2020-2021 | Greens. Swarm | 9  | 5  | 26,3 | 52,0 | 50,0 | 80,0 | 10,3 | 0,9 | 0,4 | 3,0 | 17,0 |
| Carriera  | Carriera      | 9  | 5  | 26,3 | 52,0 | 50,0 | 80,0 | 10,3 | 0,9 | 0,4 | 3,0 | 17,0 |

## Palmarès
- All-SEC First Team (2020)
- Nike Hoop Summit (2017)
- Jordan Brand Classic (2017)
- McDonald's All-American (2017)